# Lily Kronberger
Lily Kronberger (o Lili; Budapest, 12 novembre 1890 – Budapest, 21 maggio 1977) è stata una pattinatrice artistica su ghiaccio ungherese, pioniera del pattinaggio di figura femminile agli inizi del XX secolo, quattro volte campionessa del mondo nel singolo donne dal 1908 al 1911.

## Biografia
Nel 1906 Lily Kronberger partecipò alla prima edizione del campionato mondiale femminile, organizzato a Davos dalla International Skating Union con la denominazione di Campionato ISU. Si classificò al terzo posto, dietro all'austriaca Jenny Herz (seconda) e alla britannica Madge Syers (prima). Lo stesso podio si ripeté l'anno dopo al Campionato ISU di Vienna.
Dopo il ritiro della Syers, la Kronberger vinse il titolo mondiale nel 1908 a Troppau. Mantenne il titolo iridato per quattro edizioni consecutive fino al 1911, quando si ritirò imbattuta dalle competizioni. Nell'albo d'oro mondiale le successe la connazionale Opika von Méray Horváth, che mantenne la scuola ungherese ai vertici del pattinaggio femminile fino allo scoppio della prima guerra mondiale.
La Kronberger non partecipò alle Olimpiadi di Londra del 1908, dove erano in programma anche gare di pattinaggio su ghiaccio. In assenza della forte pattinatrice ungherese, non ci furono avversarie in grado di impensierire Magde Syers, tornata appositamente alle gare dopo oltre un anno di pausa, che diventò così la prima campionessa olimpica del pattinaggio femminile.
Lily Kronberger fu la prima a presentare un intero programma libero con accompagnamento musicale, in occasione del campionato mondiale del 1911. Nel 1911 sposò Imre Szent-Györgyi.
Nel 1983 fu inserita nella International Jewish Sports Hall of Fame, la hall of fame internazionale degli sportivi ebrei, e nel 1997 nella World Figure Skating Hall of Fame, la hall of fame mondiale del pattinaggio di figura.

## Palmarès
| Evento                | 1906 | 1907 | 1908 | 1909 | 1910 | 1911 |
| --------------------- | ---- | ---- | ---- | ---- | ---- | ---- |
| Campionati mondiali   | 3°   | 3°   | 1°   | 1°   | 1°   | 1°   |
| Campionati ungheresi* |      |      | 1°   | 1°   | 1°   |      |

*Fra il 1900 e il 1922 si è svolta un'unica competizione individuale alla quale potevano partecipare i pattinatori di entrambi i sessi